# Тібор Шимон
Тібор Шимон (угор. Tibor Simon, 1 вересня 1965, Будапешт — 23 квітня 2002, Будапешт) — угорський футболіст, що грав на позиції захисника, зокрема за «Ференцварош» та національну збірну Угорщини. По завершенні ігрової кар'єри — тренер.

## Клубна кар'єра
Народився 1 вересня 1965 року в Будапешті. Вихованець футбольної школи «Ференцвароша». Дорослу футбольну кар'єру розпочав 1984 року в основній команді того ж клубу, в якій провів тринадцять сезонів, взявши участь у 188 матчах чемпіонату. 
1997 року перейшов до складу команд БВСК, після чого ще на сезон поертався до «Ференцвароша». Завершував ігрову кар'єру у команді РЕАК, за яку виступав протягом 2001 року.

## Виступи за збірну
1989 року дебютував в офіційних матчах у складі національної збірної Угорщини.
Загалом протягом семирічної кар'єри в національній команді провів у її формі 16 матчів.

## Кар'єра тренера
Розпочав тренерську кар'єру відразу ж по завершенні кар'єри гравця, 2001 року, очоливши тренерський штаб клубу «Шопрон».
Утім 21 квітня наступного року був побитий охороною одного з будапештських пабів і за два дні помер від отриманих ушкоджень.